# 스미스소니언 미술관

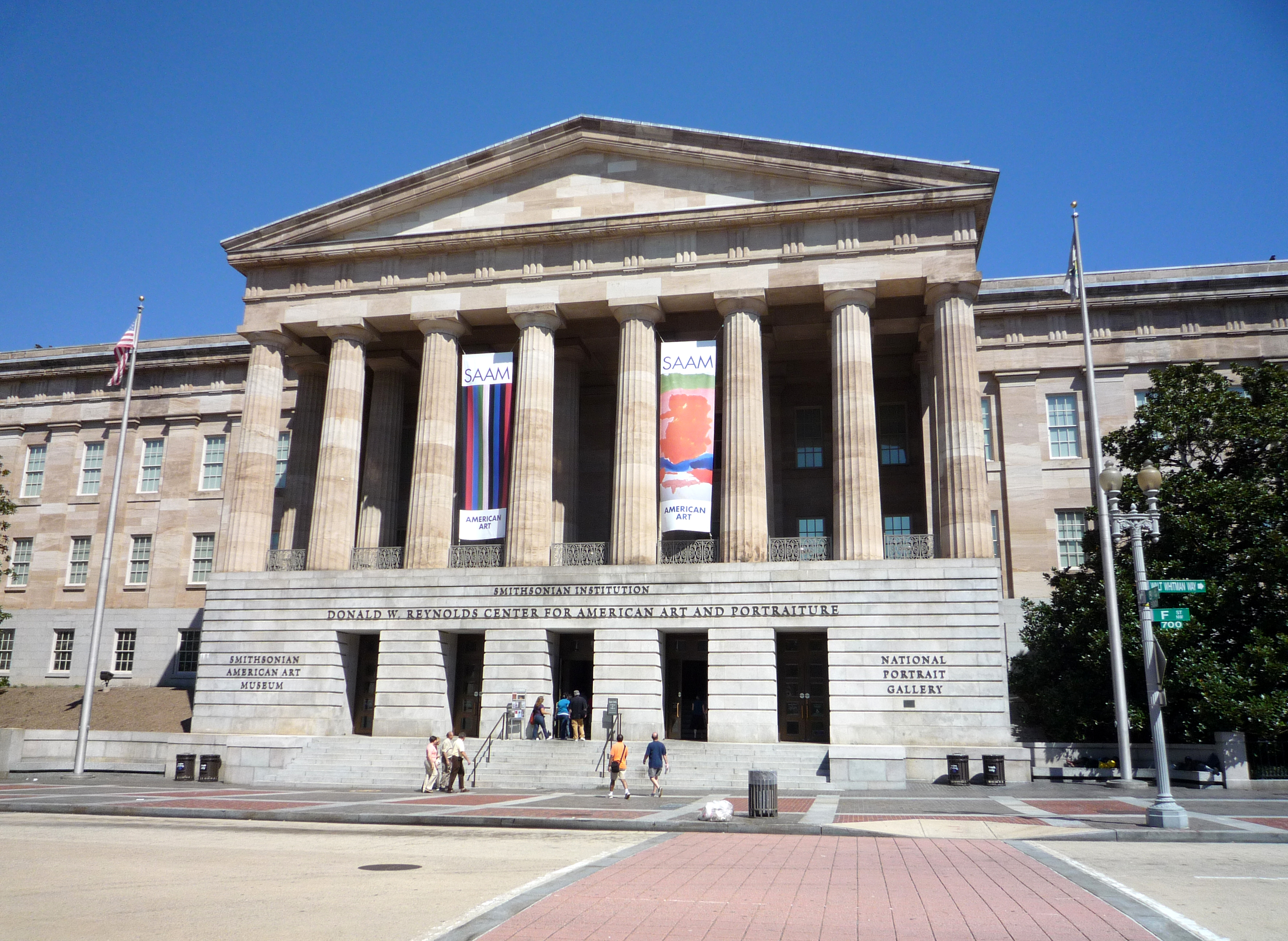

스미스소니언 아메리칸아트 미술관(영어: Smithsonian American Art Museum)은 미국 워싱턴 D.C.에 있는 미술관이며, 1858년에 설립된 미국 최초의 국립박물관이다.

## 같이 보기
- 가장 큰 미술관 목록